# Götaverken

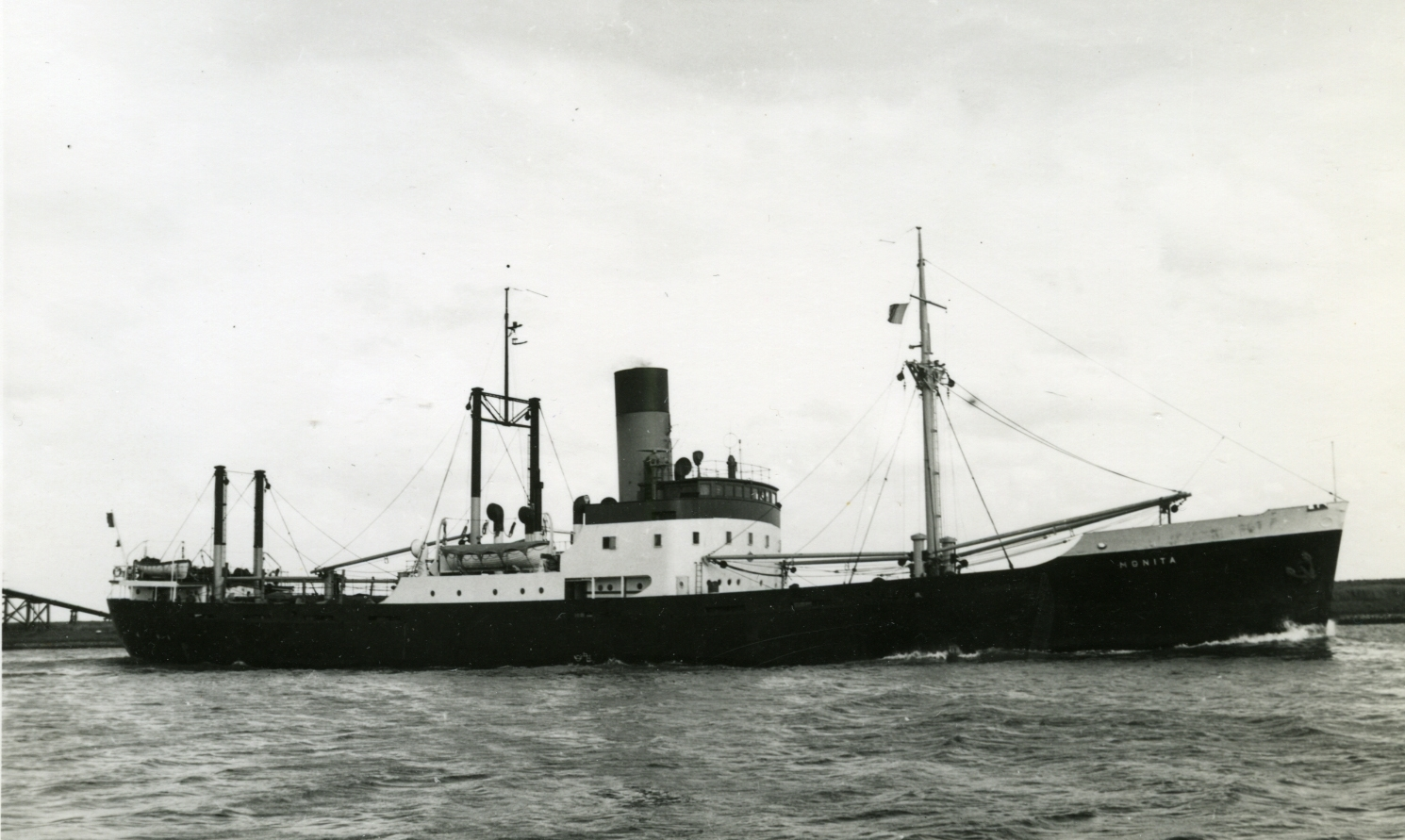
S/S Monita, Monark Line. Skrovet byggt 1945 på Lödöse varv och fartyget utrustat på Götaverken.

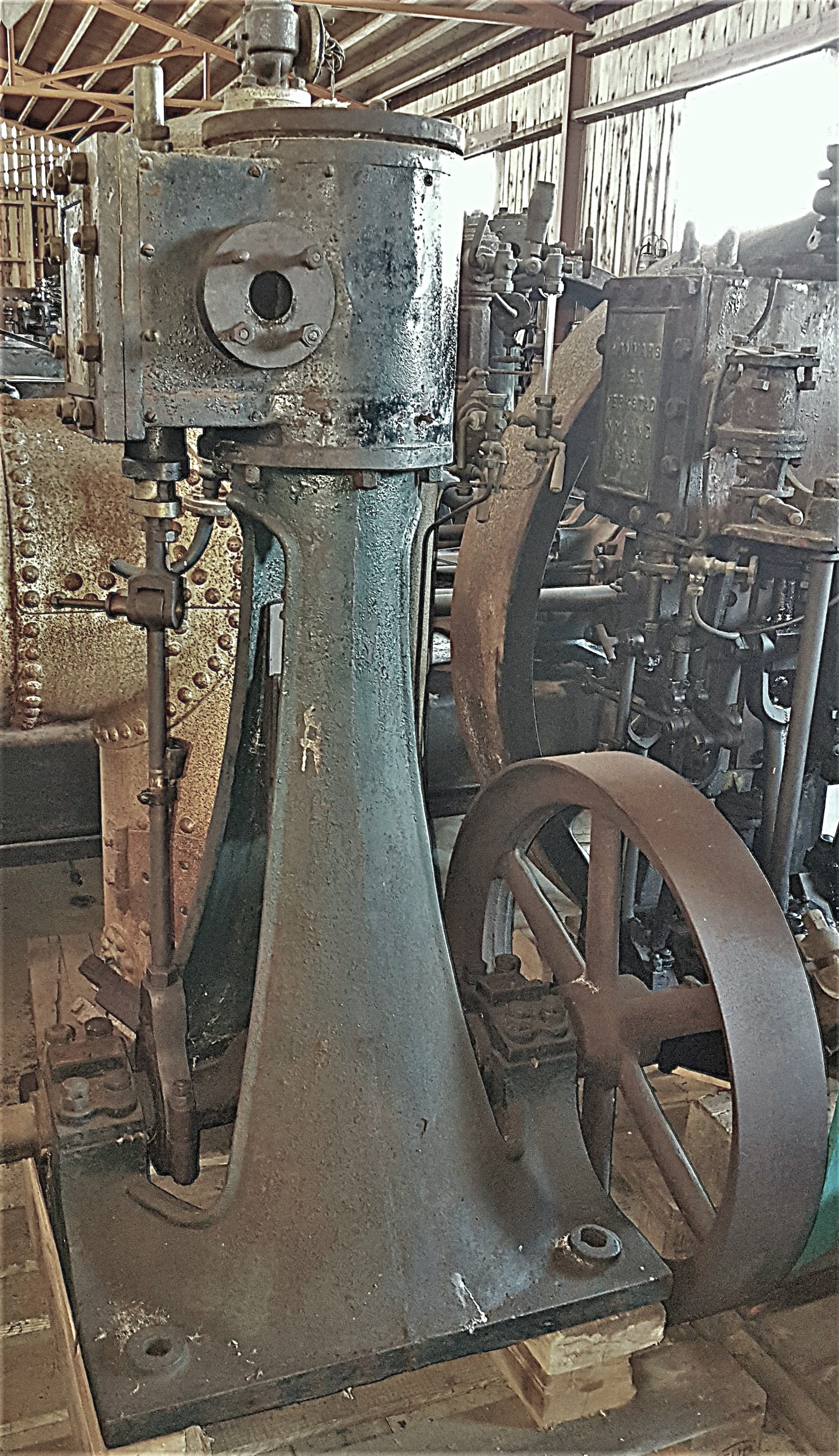
Ångmaskin från Keillers alternativt Göteborgs Mek Verkst. Okänt årtal men designad 1860-70 tal. Tillhör RUBENS Maskinhist. Saml. Götene

AB Götaverken var en varvs- och industrikoncern i Lundbyvassen på Hisingen i Göteborg mellan 1841 och 1977, då det blev ett dotterbolag till statliga Svenska Varv AB. Efter Arendalsvarvet tillkomst 1963 benämndes det ursprungliga skeppsvarvet för Göteborgsvarvet. Arendalsvarvet avvecklades 1989.
Den sista kvarvarande delen av varvet var ett reparationsvarv, som från 1993 gick under namnet Götaverken Cityvarvet AB. År 2000 övertogs verksamheten av varvskoncernen Damen Group med säte i Nederländerna. Varvet lades ner 2015.

## Historik

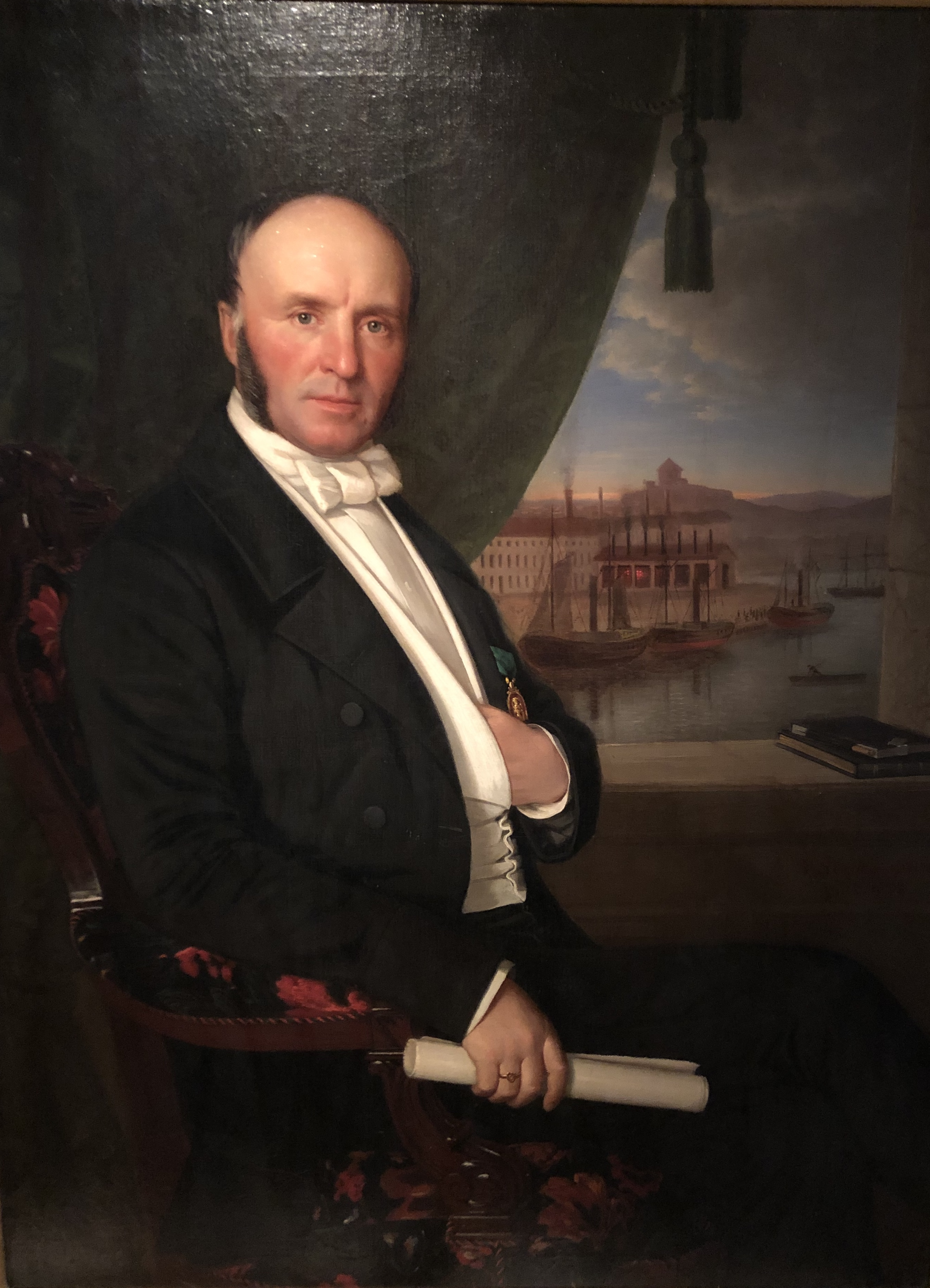
Porträtt av Alexander Keiller från ca 1850. Man kan se Göteborgs mekaniska verkstad, genom fönstret. Av okänd konstnär.

Alexander Keiller var en skotsk affärsman som kom till Göteborg 1825. Hans far bedrev träaffärer i Göteborg, och Alexander Keiller kom därigenom i kontakt med skotten William Gibson. Dessa två startade ett segelduksväveri vid egendomen Sågen i Majorna, samt hyrde senare Slussen vid Drottningtorget där man anlade ett spinneri. År 1832 köpte man Jonsereds säteri vid sjön Aspens forsar, och byggde där upp ett fullständigt segelduksväveri, men även en mekanisk verkstad med gjuteri. Kompanjonskapet med William Gibbson upphörde och 1840 köpte Keiller två sammanhängande tomter på 8 000 kvadratmeter vid Södra Älvstranden, begränsade i norr av Lilla Badhusgatan, i söder av Verkstadsgatan och i öster av Stora Badhusgatan. De här uppförda byggnaderna revs i mitten av 1960-talet.
I en skrivelse till Kungl. Maj:t den 25 oktober 1841 begär Keiller att få uppföra en fabriksanläggning på sin tomt [...] utå 9:de qvarteret eller så kallade Badstugu Bastionen, utmed stranden af Götha Elf, under N:ris 2 och 3 belägna tomter [...]. Den 1 november samma år fick han ett "nådigt tillstånd", att under namnet Keillers Werkstad i Göteborg, "inrätta och drifva mechanisk verkstad för åstadkommande af alla slags machinerier, redskap och gjutgods af jern eller andra metaller". Verksamheten skulle bedrivas med "kraft och snabbhet" vilket var devisen på hans vapensköld. På en av de gamla fästningsvallarna uppfördes verkstadens huvudbyggnad, cirka 100 meter lång med ett gjuteri.
Snart anlitades Keillers verkstad av industrier i hela landet för leveranser av bland annat ångpannor, olika slags maskiner, turbiner, ångsågar, pumpverk, kranar och hydrauliska pressar. Även järnbroar, kyrkklockor, tvättmaskiner, järnsängar, lantbruksredskap, järnvägsvagnar och en rad andra produkter ingick i tillverkningen.

### Historiska bilder

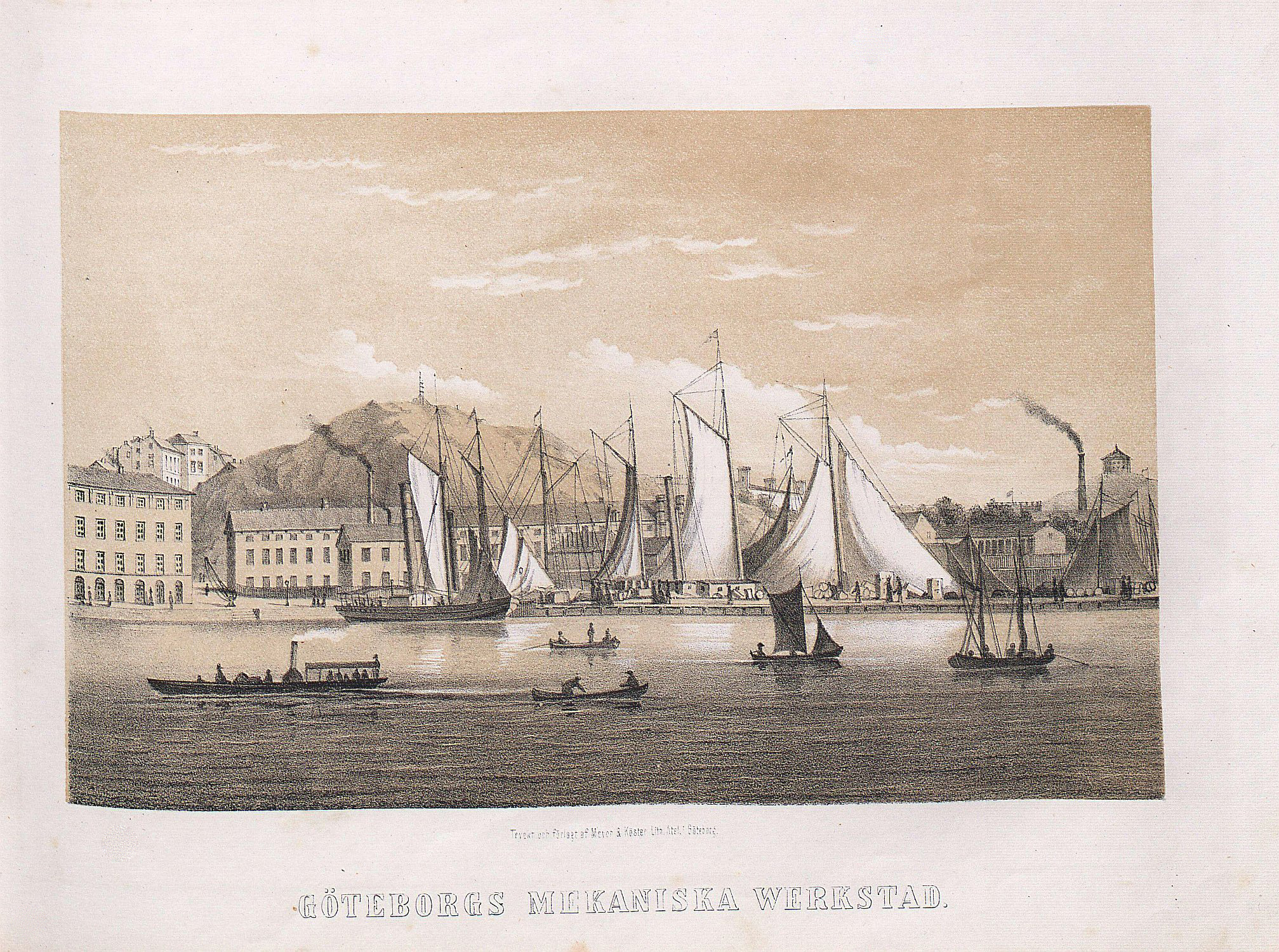
Göteborgs mekaniska verkstad sedd från älven. Litografi i planschverk utgivet 1860.
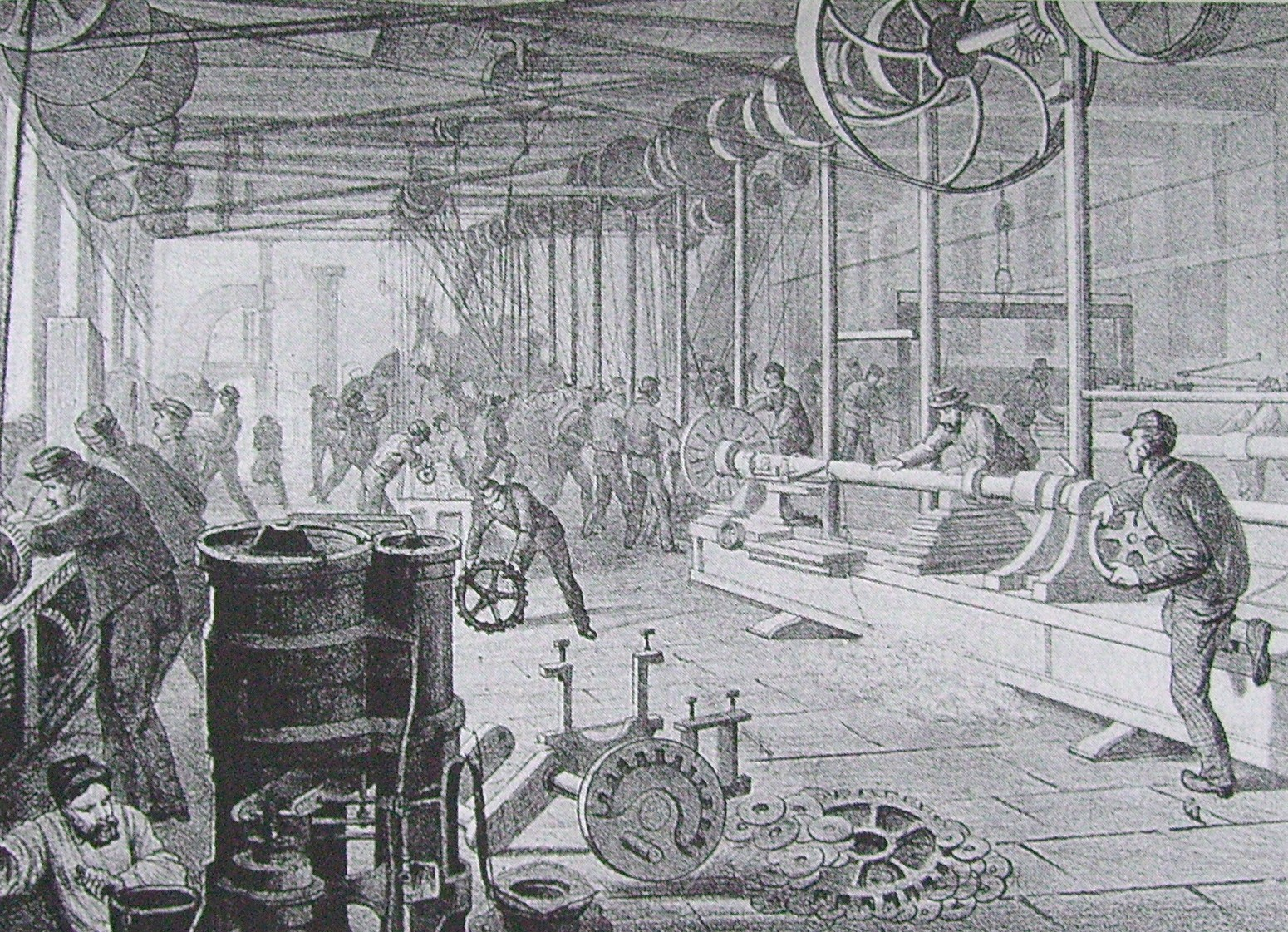
Interiör från Göteborgs mekaniska verkstad.
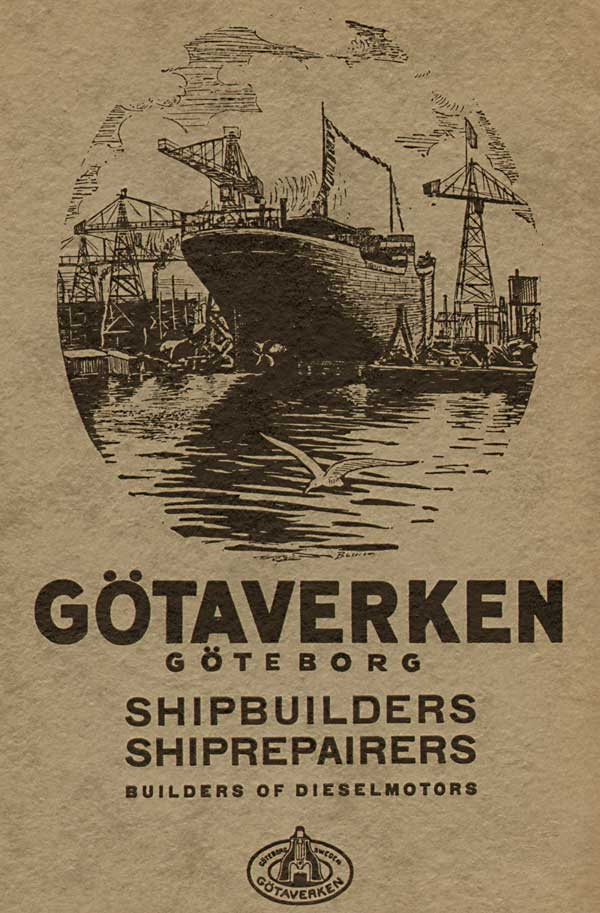
Annons från 1934.

## Götaverken tar form
Redan den 5 december 1843 ansökte Keiller i en skrivelse till dåvarande Drätselkommissionen i Göteborg, om att av staden få förvärva en 4 472 kvadratalnar stor tomt. En del av den utgjorde Otterhälleberget, som gränsade till den tomt som Keiller tidigare köpt av Prins Oscars skolinrättning. I ansökan anhåller han dessutom om att på dessa två tomter få anlägga en "bana eller railväg," som genom verkstadsområdet skulle sträcka sig ned till älvstranden. Denna "railväg" krävdes för att kunna ta upp fartyg från älven för reparation, och var alltså det som senare kallades för fartygsslip eller bädd: "...för att å densamma och en i sammanhang därmed varande tomt anlägga en, fabriken genomgående, från berget till älvstranden sig sträckande bana eller railväg, å vilken skulle kunna iståndsättas ej allenast de mindre skador, vilka uppkomma å pannor och maskinerier till de många ångfartyg, som besökte stadens revier, utan även sådana större skador som ej kunde repareras annorlunda än efter fartygs upphalning".
Skeppsbrokajen var vid denna tidpunkt ännu inte utlagd eller ens benämnd skeppsbron, utan den gata som här gick utefter älvstranden, kallades då Strandgatan. För att inte i onödan hindra trafiken vid upptagning och sjösättning av båtar erbjöd sig Keiller att tillverka en flyttbar "stockbro", som skulle läggas över railvägen vid strandgatan och sedan tas bort. Drätselkammaren tillstyrke, "blott detta finge ett värdigt utseende och i all framtid underhölls." Först sju år senare fastställde magistraten en av Keiller inlämnad ritning över valvet. År 1855, då valvet och en del av slipen inne på verkstadsområdet stod färdigt, fick Keiller en kalldusch då stadens myndigheter beslöt att anlägga en kaj utanför den Keillerska verkstaden, den nuvarande Skeppsbrokajen. Keiller inlämnade då en skrivelse med begäran att man skulle göra en så stor öppning i kajmuren, att railvägen kunde mynna ut där och möjliggöra upptagning av fartyg. I en av Drätselkommissionens skrivelser, framgår att vattendjupet vid strandkanten endast var tre fot då ansökan lämnades in, men att älvsstyrelsen därefter muddrat upp till 15 fot, för att senare ökas till 17 fots djup.
| Göteborgsvarvets största docka med Gripsholm och sjösättning av tankfartyg på drygt 40 000 tons d.w. Omkring 1965. |  | Göteborgsvarvets största docka med Gripsholm och sjösättning av tankfartyg på drygt 40 000 tons d.w. Omkring 1965. |
| Göteborgsvarvets största docka med Gripsholm och sjösättning av tankfartyg på drygt 40 000 tons d.w. Omkring 1965. |  | |

Keiller fick dock inget bifall för sitt förslag om en öppning för slip i kajmuren, eftersom Magistraten ansåg att han endast fått rättighet "... att över strandgatan anlägga en lös och flyttbar stockbro, så inrättad, att den vid varje tillfälle, då sådant erfordrades, kunde läggas över gatan och genast efter begagnandet borttagas." Men Keiller nöjde sig inte med detta, utan besvärade sig i en skrivelse 1856 till länsstyrelsen. Ärendet vilade sedan till 1865, då han överklagade utslaget hos Kungl. Maj:t och där även anmärkte på den långa tid av närmare tio år som målet vilat hos landshövdingeämbetet. Till skrivelsen hörde uppgifter som visade att kostnaderna för slipanläggningen uppgått till 26 813 riksdaler, samt räntan på anläggningskostnaden från 1852 belöpte sig på 15 710 riksdaler. År 1866 återremitterades ärendet till den nya stadsfullmäktigeinstitutionen, som efter en grundlig utredning bland annat förklarade "att herr Keillers anspråk varken i moraliskt eller juridiskt avseende voro berättigade." Någon rättelse hos Kungl. Maj:t fick han inte heller efter alla år. Valvet revs slutligen 1898, efter att ha stått utan funktion under närmare 50 år.
Landets första ånghammarsmedja kompletterade verkstaden från 1845 samt en vällugn och en plåtslagarverkstad. Den första större beställningen kom 1846 och bestod i att bygga och installera en ångmaskin på 80 hästkrafter till Rosenlunds spinneri. 
Det första fartyg som byggdes vid verkstaden var en liten järnångare som levererades den 10 april 1847 och fick namnet Kare. Båten hade måtten 91,7 fot lång; 11,8 fot bred och var försedd med en 16 hästkrafters ångmaskin från Bergsunds mekaniska verkstad. Beställare var Kungliga flottan, och den var avsedd att tjänstgöra som bogserbåt vid Stockholms örlogsstation, samt lustfartyg för den kungliga familjen. Kare slutade sina dagar som bogserbåt på Ångermanälven. Det dröjde fram till 1851 innan Keillers verkstad levererade nästa fartyg, passagerare- och lastfartyget Arvika på 200 bruttoregisterton. 
År 1855 köpte Keiller ett stort markområde vid Lundbyvassarna på Hisingen, så när hans planer på expansion vid Stora Badhusgatan inte gick att genomföra, byggde han omgående upp verkstäder, smedja och en fartygsbädd där. Den fasta marken vid Lundbyvassarna var inte stor när varvet flyttades dit, utan bestod av en landremsa mellan Kvillebäcken och Lindholmen. Mellan den remsan och Ramberget var det endast sankmark och vatten. Landförbindelserna västerut åt Lindholmen och österut åt Kvillebäcken kunde bara användas om det var lågvatten eller is. Folk och materiel fick normalt forslas dit med båt. Tidigt byggde man en gångbro mellan verkstaden och Ramberget, och började därefter att fylla igen vassarna; ett hårt arbete som pågick i flera år.
På 1860-talet flyttades varvsrörelsen över till den plats på Hisingen som den hade fram till nedläggningen. År 1868 sjösattes det första fartyget där, den 32 meter långa ångaren Uddeholm (179 bruttoregisterton) för ett bolag i Karlstad med O.F. Ahlmark som redare. På fastlandssidan hade då totalt 51 fartyg producerats. 
Resultatet av en konkurs blev att man i samband med överflyttningen 1867 bildade "Göteborgs Mek. Werkstads Aktiebolag", som övertog verkstadsrörelsen med ingenjör James Keiller som verkställande direktör. I dagligt tal kallades företaget aldrig annat än "Keillers". I början av 1870-talet var arbetsstyrkan uppe i 800 personer, mot 260 kring år 1867. Verkstaden utvidgades hela tiden och delar av tillverkningen flyttades över från Skeppsbron, nya verkstäder byggdes och tomter köptes. Två nya och betydligt större slipar byggdes 1878. En våldsam eldsvåda drabbade varvet 1898, och ur askan växte ett omdanat varv fram, med nya bäddar, modernare verkstäder samt rationellare transporter. Åren 1889 och 1899 köptes ytterligare några tomter, och en ny vagnspark uppfördes samt en ny stor ångpanneverkstad.
Verkstäderna stod under den Keillerska släktens ledning fram till 1906 då rörelsen övertogs av ett nybildat företag, "Göteborgs Nya Verkstadsaktiebolag", med telegramadress "Götaverken". De ledande männen i det nya bolaget var direktören Sven Almqvist, Ernst A. Hedén och överingenjören Hugo Hammar, Almqvist och Hammar kom från Lindholmens varv som 1906 bytte ägare och där de tvingats lämna bolaget. Affären innebar att alla maskiner och inventarier från stadssidan fick flyttas över, och en kraftig upprustning av varvets kapacitet påbörjades. Åren fram till 1911 blev ekonomiskt kännbara, och en diskussion om sammanslagning med Lindholmen fördes, men vändningen kom genom en förfrågan från Rigaer Börsen Komitee i Riga om en ny isbrytare, en order man tog hem. År 1911 sjösattes isbrytaren Piotr Weliki på 1 274 bruttoregisterton. År 1916 fick varvet sitt slutliga namn, AB Götaverken, och det var tack vare att Dan Broström, som då var sjöfartsminister och ägde Eriksbergs varv, köpte aktiemajoriteten i Götaverken som man kunde finansiera sin expansion. Varvets nya flytdocka för upp till 12 000 ton, togs i bruk den 9 november 1917, invigdes i augusti 1918 och kunde hantera även de största Amerikabåtarna. 

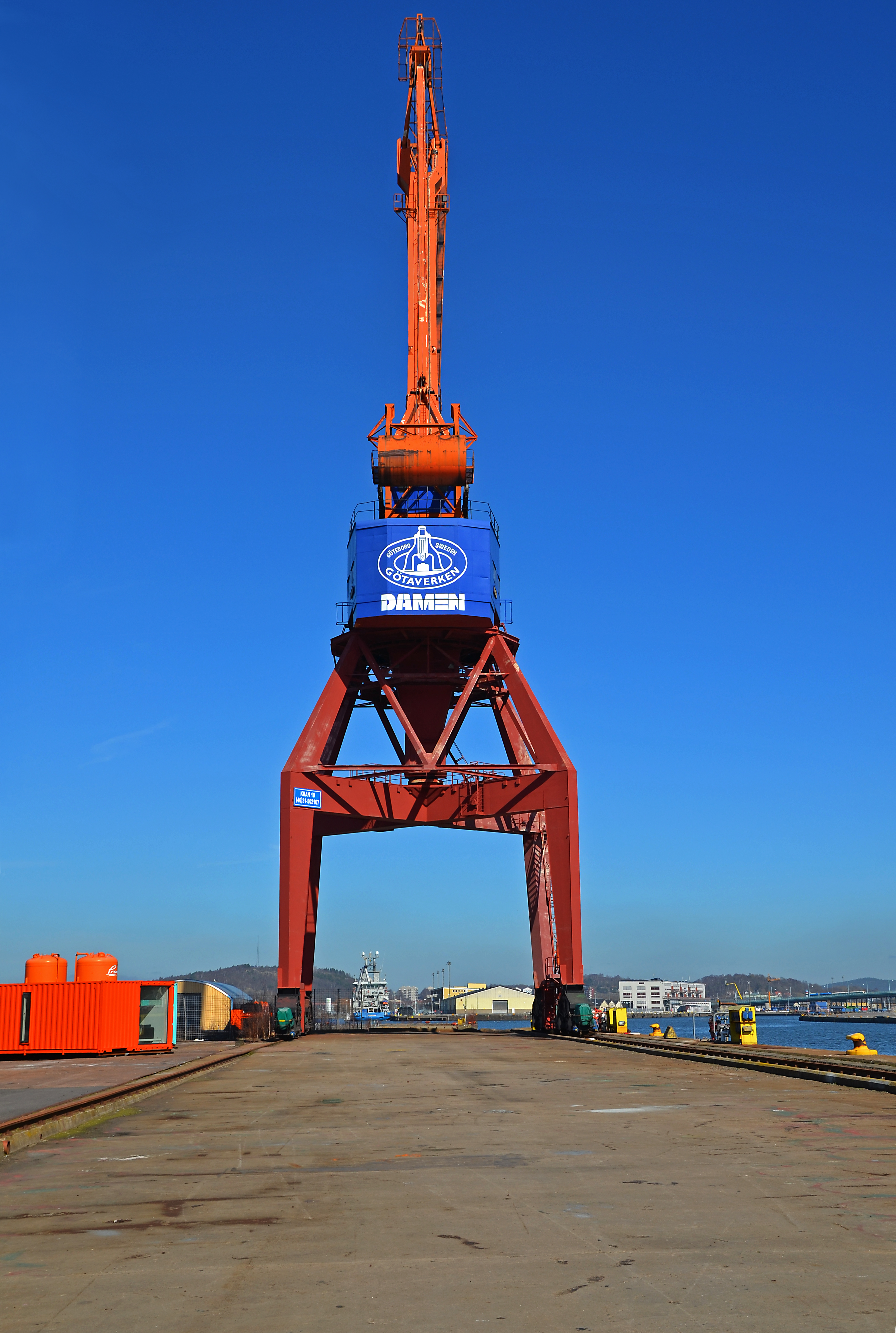
Platsen för Götaverket, 2017

Götaverken intog platsen som Sveriges ledande skeppsvarv under 1910-talet, en position som Lindholmen tidigare innehaft. Sjösättningen av pansarbåten Sverige 1915, hade inneburit en stor prestigeorder för varvet, men som inte gav någon vinst. Ordersumman på sex miljoner kronor motsvarade ett helt års normal produktion. Vid årsskiftet 1918/1919 täckte Götaverkens orderstock hela tio års produktion. Många av de stora svenska linjerederiernas första större fartyg, bland annat tolv fartyg i följd för Grängesbergsbolaget, och i mitten på 1920-talet de norska redarnas beställningar av till en början mest tankfartyg, kom till följd av varvets leverans av främst Sverige. Varvet var 1920, sett till antal anställda arbetare, stadens näst största företag efter SKF, med 2 287 personer.. När fartygens storlek och tyngd ökade, byggdes stapelbäddarna ut samt förstärktes. På 1910-talet fanns det fyra bäddar vid varvet, och omkring 1920 tillkom en femte, längst åt väster. År 1927 förlängdes den, och 1939 var det dags för en ny, omfattande förlängning. Den kom då att skära av de gamla sliparna, som försvann.
I mitten av 1930-talet hade verksamheten växt så att Götaverken var världens största skeppsvarv 1933 med 47 200 bruttoregisterton sjösatta. Den 14 juli 1939 sjösattes tankmotorfartyget Bera, det största fartyg som dittills byggts i Sverige. År 1940 förvärvades Öresundsvarvet som ombildades till dotterbolag. Den 23 september 1954 invigdes Götaverkens nya flytdocka, med längden 218 meter och bredden 30,5 meter. Den totala lyftkraften var 18 000 ton. Götaverken omsatte 251 miljoner kronor år 1954, hade 5 911 anställda och ett aktiekapital på 33 miljoner kronor. Första båten i dockan var Svenska Amerika Liniens M/S Kungsholm.. På sextiotalet fanns tre flytdockor med en lyftkraft av 28 000, 18 000 respektive 8 000 ton och den största dockan kunde ta emot fartyg på omkring 45 000 tons d.w.
Under de första 100 åren byggdes det vid Göteborgsvarvet; 605 fartyg, från enkla pråmar, ångslupar och segeljakter till krigsfartyg, passagerarbåtar och handelsfartyg av alla slag, specialfartyg, lastbåtar, bulkfartyg, linjefartyg och tankfartyg. Deras sammanlagda dödvikt är 5 381 205 ton, vilket gör medeldödvikten under de 100 åren till 8 895 ton. Utöver det har varvet levererat ytterligare 38 fartyg på tillsammans 181 789 ton, vars skrov byggts vid andra varv, samt flytdockor, pontonkranar, bäddportar, mudderverk, med mera.
För att stärka sina positioner på den brittiska marknaden, bildades i oktober 1969 ett dotterbolag i London, Götaverken (London) Ltd, vilket främst fick funktionen som försäljningskontor.
Eftersom Götaverkens anläggning i stadens innerhamn hade en alltför grund inseglingsränna, begränsades möjligheterna som reparationsvarv till högst 45 000 tonnare. Varvet köpte därför 1970 ett större område på Björkös östra sida, där Björköfjorden erbjöd vattendjup på mellan 15 och 20 meter. Här skulle 200 000-tonnare kunna tas emot. Det nya reparationsvarvet skulle heta Björkövarvet. Planerna, som hade ett tioårsperspektiv, förverkligades aldrig, bland annat beroende på att en bro mellan Hisingen och Björkö var ett krav. Denna bro har ännu inte kommit till.
Den 17 december 1975: Götaverken tas över av staten, samtidigt som Eriksberg upphör som eget varv.
Under perioden 1978-1982 pågick det statligt finansierade forsknings- och kulturarvsprojektet "Svensk varvsindustri i Göteborg". Detta var ett samarbete mellan Svenska Varv, Göteborgs universitet (historiska institutionen och ekonomisk-historiska institutionen), Landsarkivet i Göteborg, samt några av stadens museer, däribland Göteborgs stadsmuseum, Sjöfartsmuseet och Industrimuseet. Syftet var att samla in, ordna, dokumentera och bevara spår av varvsverksamheterna, samt att genomföra forskning med hjälp av materialet. Götaverkens äldre arkiv förvarades redan av Landsarkivet, och efter projektet kompletterades detta med ytterligare arkivleveranser vilket gör att arkivets omfång är cirka 260 hyllmeter. Även Keillers mekaniska verkstads arkiv förvaras av Landsarkivet, det utgörs av 12,5 hyllmeter arkivhandlingar.

## Dieselmotorer
Dieselmotorer på licens hade tillverkats ända sedan 1915, då Götaverken ingick ett licensavtal med Burmeister & Wain. Två 2 000 hästars motorer till MS Bullaren (Transatlantic) var den första installationen inom licensavtalet 1918. Men 1939 levererades de första dieselmotorerna av Götaverkens egen konstruktion. Varvet var det enda i Sverige som utvecklade egna motorer och alla leveranser från Götaverken och Öresundsvarvet försågs med dem.

## Ångpannor
Götaverken började tillverka ångpannor redan 1851 och under åren tillverkades omkring 500 landångpannor och nästan lika många sjöångpannor. De tillverkades vid verkstäder på Göteborgsvarvet. Bland landångpannorna märktes leveranser till svenska och finska massafabriker.

## Arendalsvarvet

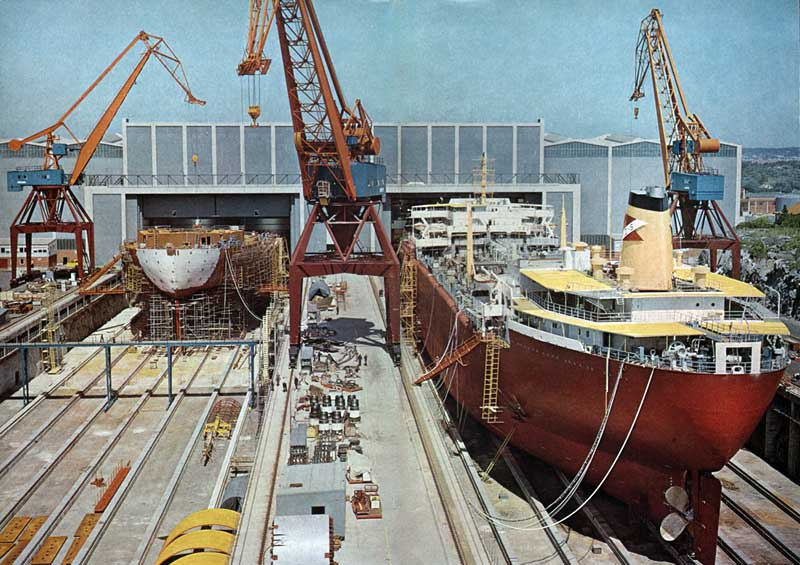
Arendalsvarvet.

Götaverken förvärvade 1957 ett markområde vid Gapekilen i Arendal, som omfattade cirka 1 miljon kvadratmeter. Den 1 december 1958 beslutade styrelsen under ordföranden Assar Gabrielsson (AB Volvo), att genomföra "Arendalsidén" som byggde på ett nybyggnadsvarv och "den raka produktionslinjen" eller löpandeband-principen. Investeringen utgjorde 150 miljoner. Arendalsvarvet blev ett specialvarv för tankfartyg, malmfartyg, bulk- och OBO-fartyg i långa serier. Fredagen 1 mars 1963 lades den första sektionen, vikt 224 ton, ned i byggdocka II. Det var dubbla botten i maskinrummet i det första nybygget, malmfartyget Laponia på 36 400 tdw för Grängesbergsbolaget. Nybyggnadsnumret var 745.
När denna anläggning invigdes i maj 1963 var den världsunik genom att det mesta av byggnationen skedde inomhus. I takt med att Arendalsvarvet kom i drift, avvecklades också fartygsbyggnationen vid det gamla varvet (Göteborgsvarvet/Cityvarvet). Den 6 oktober 1967 sträcktes den sista fartygskölen på Cityvarvet och sista sjösättningen där ägde rum 1968. Det var Nordström & Thulin som den 16 april 1968 sjösatte sin bulkbåt Greta Thulin.
Götaverken träffade 1968 ett avtal med Göteborgs stad om ett omfattande markområdesbyte. Vad Götaverken främst avstod var en tomt vid älven i Backa, som köptes 1956 som reserv för ett eventuellt gjuteribygge. Staden avstod i sin tur dels ett område vid Arendalsvarvets norra tomtgräns, dels ett område i öster, som då upptogs av småbåtshamnen och småbåtsvarvet. Utöver Backatomten på 128 000 kvadratmeter, avstod Götaverken från delar av Aspholmarna och vattenområden kring dem samt en del andra mindre restytor i anslutning till Arendalstomten. I utbyte fick Götaverken 117 000 kvadratmeter i norr och 65 000 kvadratmeter i öster, plus ett vattenområde samt en mellanskillnad i pengar.
Götaverken konstruerade och tillverkade även de berömda vridscenerna på stadsteatrarna i Göteborg och Malmö.  
År 1971 övertogs ägandet av Salénrederierna AB. Statliga Svenska Varv övertog koncernen i sin tur 1977 i samband med varvskrisen. Under denna sista period i företagets historia sökte man efter alternativ till den traditionella produktionen av tank- och malmfartyg. Man försökte inrikta sig på specialfartyg, isbrytare, färjor och kylfartyg. 1989 levererades statsisbrytaren Oden från Arendal som Götaverkens sista egenbyggda fartyg. Företaget GVA bildades efter Götaverken Arendals avveckling, verksamheten förvaltade garantiåtaganden, licenser och specialistkunskaper relaterade till Arendalsvarvets verksamhet. GVA, under ledning av företaget KBR, lade ner sin svenska verksamhet 2016.
Götaverkens huvudkontor, beläget på Lindholmen, stod färdigt 1951 enligt arkitekten Sture Fröléns ritningar. Där fanns 1965 Sveriges största kommersiella dator som användes till administration och komplicerade matematiska beräkningar. Efter varvskrisen och Götaverkens omstrukturering stod huset tomt sedan 1991. Under 2006 undergick huset en omfattande renovering för cirka hundra miljoner kronor. I början av december 2006 flyttade en ny hyresgäst in, ESAB.
Alexander Keiller utarbetade även en stadsplan med raka gator i rutnät för den s.k. Hisingsstad. Han gav gatorna namn efter himlens stjärnor: Herkulesgatan, Ceresgatan, Neptunusgatan med flera. Planen fastställdes 1885. Keiller var även drivande i frågan om Lundby sockens införlivande med Göteborg.

## Götaverken Cityvarvet

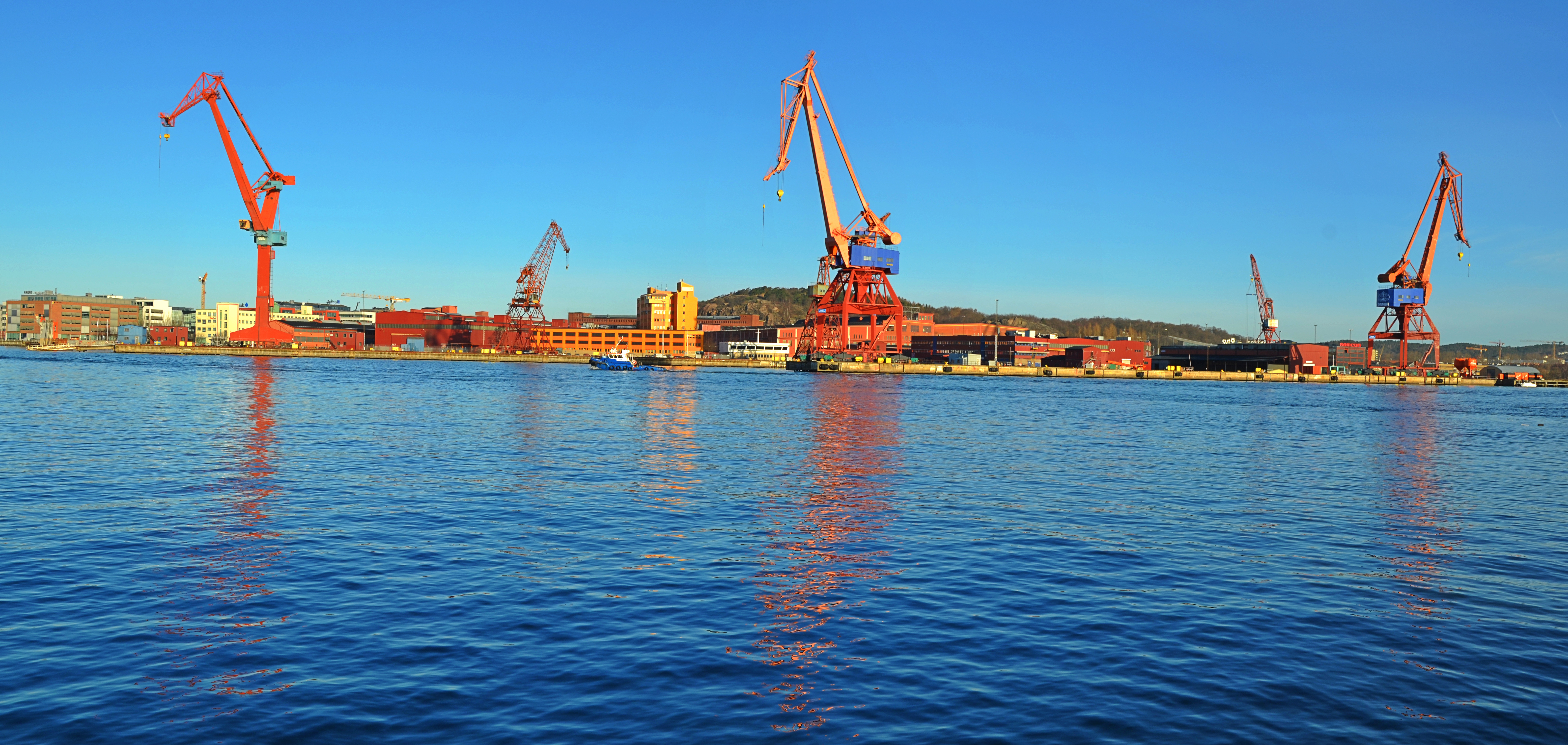
Götaverken sett från Stenpiren.

Götaverken Cityvarvet överlevde krisen och utförde olika slags reparationer, underhållsarbeten och ombyggnader av fartyg. På varvet fanns två flytdockor och fyra kajer. Den största flytdockan klarade fartyg på 75 000 dödviktston. År 2000 köptes varvet av den holländska varvskoncernen Damen Group. År 2013 sades 53 av 124 anställda upp och 24 april 2014 meddelades att varvet skulle läggas ner. De sista anställda lämnade varvet i maj 2015 efter att inventarierna auktionerats ut. Den mindre av de två dockorna, som såldes till ett varv i danska Thyborøn, bogserades bort i juni 2015 Den stora, 254 meter långa, flytdockan såldes till Dutch Marine sommaren 2015 och lämnade Göteborg den 6 maj 2016 med destination Dunkerque i Frankrike.

## Götaverkens Flygavdelning

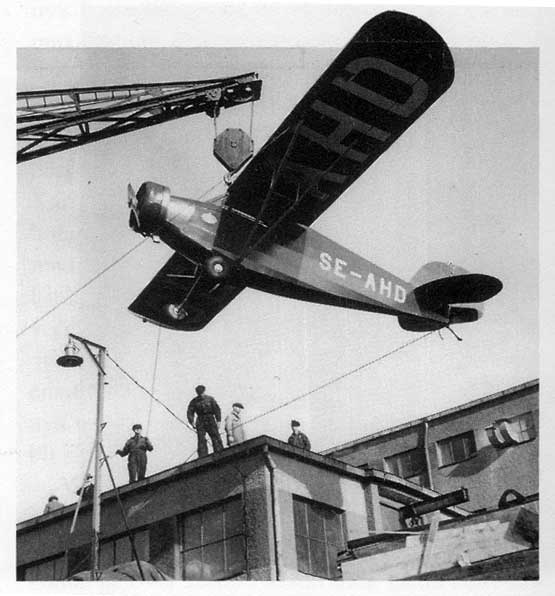
Sportflygplan av typ GV 38 under uttransport från flygplansverkstaden 1938.

På ett av Götaverkens styrelsemöten 1934 tog bolagets VD Hugo Hammar upp frågan om att starta en flygplanstillverkning. Redan 29 januari 1935 lyckades man få ett kontrakt på tre stycken Hawker Hart. Eftersom företaget saknade utbildad personal sändes ett tiotal hantverkare till CVM för inskolning i de tekniker som användes vid flygplanstillverkning. Som konstruktör och provflygare anställdes Bo Lundberg. Lokalproblemet löstes genom att varvets snickeriverkstad användes som verkstadslokal. Som hjälp till Finland under Vinterkriget monterades 1940 16 stycken Fiat G.50 jaktplan och nio stycken Lysander. Till försvaret levererades flygplansskidor för ett flertal flygplanstyper.
Flygplanstyper tillverkade och konstruerade vid Götaverken:
- S 7A/B 4A licenstillverkad Hawker Hart tre flygplan tillverkades, benämndes B 4.
- GV 38 licenstillverkad Rearwin 9000-L 14 flygplan tillverkades.
- GP 8 (P8) Fullskalemodell men försvaret valde Saab 18.
- GP 9 (P9) Jaktplan som bara kom till konstruktionsstadiet.
- Fiat G.50 jaktplan monterade för Finland.
- Fiat CR 42 12 stycken jaktplan monterade för Finland men placerades på F 3 som spaningsflygplan, benämndes J 11.
- Westland Lysander monterade för Finland levererade till Finland.

## Tryggestad
I december 1930 skänkte Hugo Hammar och hans fru Cyssie Hammar sin egendom Tryggestad i Lerum till Götaverkens anställda. Syftet var att de skulle använda hemmet som konvalescent- och vilohem, om de efter sjukdom eller av annan anledning var i behov av vila och rekreation. Den 7 januari 1932 invigdes hemmet efter en omfattande ombyggnad. En arbetare betalade 2 kronor per dag för sin vistelse, förutsatta att han varit vid varvet i fem år, annars 3 kronor. Tjänstemän fick betala 4 kronor. Även de anställdas fruar eller "husföreståndarinnor" kunde vistas här för en subventionerad avgift.